# Sinfonia n. 33 (Haydn)
La Sinfonia n. 33 in Do maggiore di Joseph Haydn, Hoboken I/33, è una sinfonia festiva. Nonostante non sia nota con esattezza la data della sua composizione, questa, secondo il noto scolaro di Haydn H. C. Robbins Landon, doveva essere avvenuta tra il 1763 ed il 1765. Alcuni pensano che sia stata composta nel 1760 o nel 1761, proprio come la Sinfonia n.32.

## Movimenti
La sinfonia è stata concepita per 2 oboi, un fagotto, due corni, due trombe, timpani, archi e basso continuo. Anche se la partitura originale dei timpani è andata perduta, Robbins Landon è riuscito a ricostruirla. I movimenti sono quattro:
1. Vivace, 3/4
2. Andante, 2/4 in Do minore
3. Minuetto, 3/4
4. Finale: Allegro, 2/4